# Trần Thị Kim Nhung
Trần Thị Kim Nhung (sinh ngày 12 tháng 2 năm 1973) là nữ chính trị gia nước Cộng hòa xã hội chủ nghĩa Việt Nam. Bà hiện là Ủy viên Thường trực Ủy ban Pháp luật của Quốc hội, Đại biểu Quốc hội khóa XV từ Quảng Ninh. Bà từng là Đảng ủy viên Đảng ủy cơ quan Văn phòng Quốc hội, Ủy viên Ban Thư ký Quốc hội, Vụ trưởng Vụ Tổng hợp, Văn phòng Quốc hội.
Trần Thị Kim Nhung là đảng viên Đảng Cộng sản Việt Nam, học vị Thạc sĩ Luật, Cao cấp lý luận chính trị. Bà có sự nghiệp đều công tác ở các cơ quan của Quốc hội.

## Xuất thân và giáo dục
Trần Thị Kim Nhung sinh ngày 12 tháng 2 năm 1973 tại xã Trác Văn, huyện Duy Tiên, tỉnh Hà Nam, quê quán ở xã Đốc Tín, huyện Mỹ Đức, thành phố Hà Nội. Bà lớn lên và tốt nghiệp phổ thông 12/12, học đại học ở Hà Nội và tốt nghiệp Cử nhân Luật, sau đó tiếp tục học cao học và nhận bằng Thạc sĩ Luật. Bà được kết nạp Đảng Cộng sản Việt Nam vào ngày 28 tháng 12 năm 2001, trở thành đảng viên chính thức sau đó 1 năm, từng theo học các khóa chính trị ở Học viện Chính trị Quốc gia Hồ Chí Minh và tốt nghiệp Cao cấp lý luận chính trị. Nay bà thường trú ở phường Giảng Võ, quận Ba Đình, thành phố Hà Nội.

## Sự nghiệp
Tháng 2 năm 1997, sau khi tốt nghiệp đại học, Trần Thị Kim Nhung ký kết hợp đồng lao động với Vụ Tổng hợp Văn phòng Quốc hội, là nhân viên hợp đồng, sau đó được tuyển dụng công chức vào Văn phòng Quốc hội, là chuyên viên tập sự, rồi chính thức từ tháng 2 năm 1999. Trong giai đoạn này, bà cũng tham gia công tác Đảng, công đoàn, là Chi ủy viên, Phó Bí thư Chi bộ, Chủ tịch Công đoàn Bộ phận Vụ Tổng hợp. Tháng 12 năm 2008, bà được bổ nhiệm làm Phó Bí thư Chi bộ, Phó Vụ trưởng Vụ Tổng hợp, Văn phòng Quốc hội, là Bí thư Chi bộ Vụ từ tháng 4 năm 2014, được giao nhiệm vụ phụ trách Vụ từ tháng 7 năm 2016 và là Vụ trưởng từ tháng 10 năm 2016. Bà cũng được giao thêm nhiệm vụ là Ủy viên Ban Thư ký Quốc hội từ tháng 10 năm 2016, rồi đến tháng 9 năm 2020 thì được bầu làm Ủy viên Ban Chấp hành Đảng bộ cơ quan Văn phòng Quốc hội.
Năm 2021, Trần Thị Kim Nhung được Ủy ban Trung ương Mặt trận Tổ quốc Việt Nam, Ủy ban Thường vụ Quốc hội giới thiệu tham gia ứng cử đại biểu Quốc hội từ Quảng Ninh, thuộc đơn vị bầu cử số 3 gồm thành phố Móng Cái, huyện Vân Đồn, Cô Tô, Tiên Yên, Đầm Hà, Hải Hà, Bình Liêu, Ba Chẽ, rồi trúng cử Đại biểu Quốc hội khóa XV với tỷ lệ 82,04%. Ngày 21 tháng 7 năm 2021, bà được phê chuẩn làm Ủy viên Thường trực Ủy ban Pháp luật của Quốc hội, miễn nhiệm vị trí ở Văn phòng Quốc hội từ tháng 2 năm 2022.